# Jayshree Gadkar

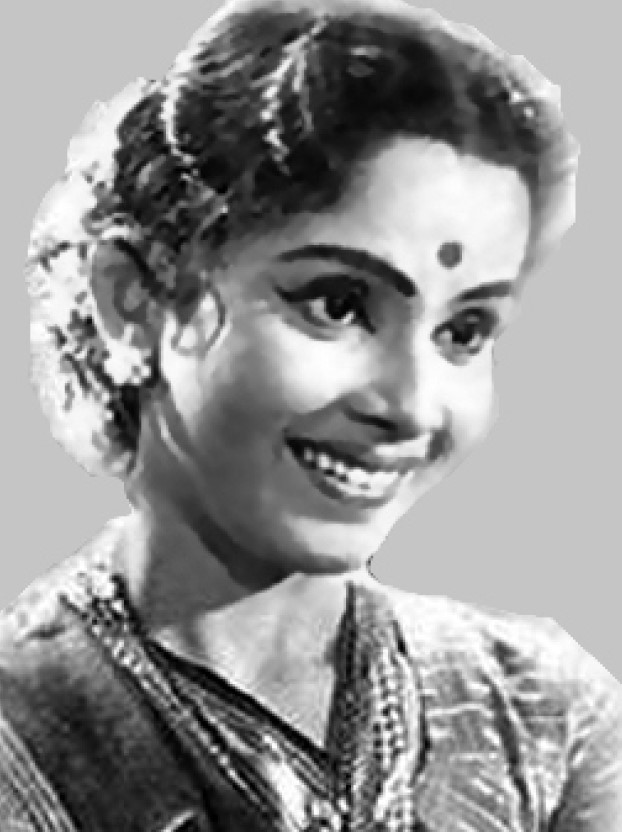
Jayshree Gadkar

Jayshree Gadkar (Marathi: जयश्री गडकर, Jayśrī Gaḍkar; * 21. Februar 1942 in Kanasgiri, Karnataka; † 29. August 2008 in Mumbai, Maharashtra) war eine indische Schauspielerin des marathischen und des Hindi-Films. Sie begann als Tänzerin, spielte in den 1960er und 1970er Jahren häufig Hauptrollen als unschuldige und tränenreiche Schwiegertochter in einigen der längsten und sentimentalsten marathischen Filmen und versuchte sich in den 1990er Jahren kurz als Regisseurin.

## Leben
Jayshree Gadkar stammt aus dem Konkan-Dorf Kanasgiri bei Karwar im Distrikt Uttara Kannada des heutigen indischen Bundesstaates Karnataka. Ihren ersten Filmauftritt als Statist hatte sie wahrscheinlich 1955 als Hintergrundtänzerin in V. Shantarams Jhanak Jhanak Payal Baaje. Weitere Filme als Kind spielte sie unter der Regie von Raja Paranjpe. Ihre frühen Rollen der 1950er und 1960er Jahre waren stark vom Spiel der Schauspielerin Hansa Wadkar geprägt, die in Sangtya Aika (1959) von Anant Mane – Gadkars erstem großen Erfolg – die Rolle ihrer Pflegemutter spielte. In ländlichen Dramen von Anant Mane und Dinkar D. Patil war sie häufig als Tamasha-Tänzerin zu sehen. Zu ihren bekanntesten Filmen dieser Zeit gehören neben Sangtya Aika auch Manes Manini (1961) und Bhalji Pendharkars Mohityanchi Manjula (1963) und Sadhi Manse (1965). Zu ihren Filmpartnern gehörten Dara Singh und Chandrakant. Unter der Regie von Dhirubhai Desai und Babubhai Mistri trat sie danach insbesondere in den 1970ern in mythologischen Hindi-Filmen auf. In Ramanand Sagars Fernsehserie Ramayan spielte sie in den 1980er Jahren Rams Mutter Kaushalya. Bei Sasar Maher (1994) und Ashi Asavi Saasu (1996) führte sie Regie.
Gadkars Autobiografie Ashi Mi Jayshri erschien 1986. Sie war mit dem Schauspieler Bal Dhuri verheiratet.

## Filmografie
| - 1956: Dista Tasa Nasta - 1956: Gaath Padli Thaka Thaka - 1957: Aliya Bhogasi - 1957: Aai Mala Kshama Kar - 1957: Pahila Prem - 1957: Devagharcha Lena - 1957: Utavala Narad - 1958: Sanskar - 1958: Padadar - 1959: Sangtye Aika - 1959: Yala Jeevan Aise Nav - 1959: Pativrata - 1959: Ek Armaan Mera - 1959: Madari - 1959: Do Gunde - 1959: Charnon Ki Dasi - 1960: Avaghachi Sansar - 1960: Lagnala Jato Mi - 1960: Saranga - 1960: Paishyacha Paoos - 1960: Pancharati - 1960: Bindiya - 1960: Police Detective - 1961: Kalanka Shobha - 1961: Manini - 1961: Rangaapanchami - 1961: Shahir Parashuram - 1961: Vyjayanti - 1961: Jai Bhawani - 1961: Ramleela - 1961: Sasural - 1962: Baap Mazha Brahmachari - 1962: Bhagya Lakshmi - 1962: Preeti Vivah - 1962: Sukh Ale Majhya Daari - 1962: Private Secretary - 1963: Mohityanchi Manjula - 1963: Naar Nirmite Nara - 1963: Subhadra Haran - 1963: Sukhachi Savli - 1963: Yeh Dil Kisko Doon - 1963: Mere Arman Mere Sapne - 1964: Ek Don Teen - 1964: Kai Ho Chamatkar - 1964: Saval Mazha Aika - 1964: Sundara Manamadhye Bharli - 1964: Vaishakh Vanava - 1964: Sati Savitri - 1964: Seeta Maiya - 1965: Gopal Krishna - 1965: Mahasati Ansuya - 1965: Aai Kuna Mhanu Mi - 1965: Malhari Martand - 1965: Sadhi Manse - 1965: Yugo Yugo Mi Vat Pahili - 1965: Kadhi Karishi Lagna Mazhe - 1966: Toofan Mein Pyar Kahan | - 1966: Hi Naar Rupasundari - 1966: Hirva Chuda - 1966: Patlachi Soon - 1966: Pavanakathcha Dhondi - 1966: Veer Bajrang - 1967: Poonam Ka Chand - 1967: Baharon Ke Sapne - 1967: Bai Mi Bholi - 1967: Sangu Kashi Mi - 1967: Shrimant Mehuna Pahije - 1967: Thamb Lakshmi Kunku Lavte - 1967: Suranga Mhantyat Mala - 1967: Lav Kush - 1968: Balaram Shri Krishna - 1968: Har Har Gange - 1968: Mata Mahakali - 1968: Ek Gao Bara Bhangadi - 1968: Jivhala - 1969: Dongarchi Maina - 1969: Gan Gaulan - 1969: Murali Malhari Rayachi - 1969: Tila Lavite Mi Raktacha - 1969: Ram Bhakta Hanuman - 1970: Bhagwan Parashuram - 1970: Dagabaaz - 1970: Shri Krishna Leela - 1970: Gharkul - 1970: Veer Ghatotkach - 1970: Meech Tujhi Priya - 1971: Tulasi Vivah - 1971: Aai Ude Ga Ambabai - 1971: Lakhat Ashi Dekhani - 1971: Ashich Ek Ratra Hoti - 1971: Mata Vaishno Devi - 1972: Naag Panchami - 1972: Hari Darshan - 1972: Kasa Kai Patil Bara Hai Ka? - 1972: Kunku Mazha Bhagyacha! - 1972: Pathrakin - 1972: Soon Ladki Hya Gharchi - 1972: Shiv Bhakt Baba Balak Nath - 1973: Mi Tuzha Pati Nahi - 1973: Mahasati Savitri - 1974: Har Har Mahadev - 1974: Dawat - 1974: Balak Dhruv - 1974: Kisan Aur Bhagwan - 1974: Soon Majhi Savitri - 1974: Sugandhi Katta - 1974: Bhagat Dhanna Jat - 1975: Paach Rangachi Paach Pakhare - 1975: Ek Gaon Ki Kahani - 1975: Maya Machhindra - 1975: Ghar Gangechya Kathi - 1976: Mazha Mulga - 1976: Bajrang Bali - 1977: Gayatri Mahima | - 1977: Bolo He Chakradhari - 1978: Chandoba Chandoba Bhaglas Ka? - 1979: Har Har Gange - 1979: Lagebandhe - 1980: Savat - 1980: Jidda - 1980: Kadaklakshmi - 1980: Saubhagyavan - 1980: Shiv Shakti - 1980: Nishana - 1981: Jiyo To Aise Jiyo - 1981: Soon Majhi Lakshmi - 1981: Baine Kela Sarpanch Khula - 1981: Jai Tulaja Bhawani - 1981: Alakh Niranjan - 1982: Jaya Parvati Vrat - 1982: Lekhne Mathe Mekh - 1982: Avhaan - 1982: Farz Aur Kanoon - 1982: Sati Naag Kanya - 1983: He Daan Kunkvache - 1983: Thorli Jau - 1984: Attaracha Phaya - 1984: Gangavatarana - 1984: Rath Jagannathacha - 1984: Jakhmi Vaghin - 1984: Naya Kadam - 1984: Sulagte Arman - 1984: Shravan Kumar - 1984: Sindoor Ka Daan - 1984: Maya Bazaar - 1985: Masterji - 1985: Veer Bhimsen - 1985: Khichadi - 1985: Devashapath Khara Sangen - 1986: Bijali - 1986: Krishna Krishna - 1986: Patton Ki Baazi - 1986: Ramayan (Fernsehserie) - 1987: Bhatak Bhawani - 1987: Poorna Satya - 1987: Sher Shivaji - 1987: Nazrana - 1988: Mar Mitenge - 1988: Eeshwar - 1988: Pandharichi Vari - 1988: Shiv Ganga - 1989: Mal Masala - 1989: Kanoon Apna Apna - 1990: Amiri Garibi - 1991: Mumbai Te Mauritius - 1991: Yeda Ki Khula? - 1994: Sasar Maher (auch Regie) - 1995: Gandha Matila Aala - 1995: He Geet Jeevanache - 1996: Ashi Asavi Saasu (Regie) |